# Euregio Tirol-Zuid-Tirol-Trentino

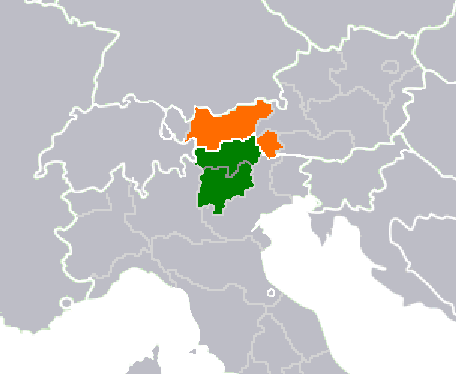
Kaart van de Euregio

De Euregio Tirol-Zuid-Tirol-Trentino (Duits: Europaregion Tirol-Südtirol-Trentino; Italiaans: Euregio Tirolo-Alto Adige-Trentino) is een trans-nationale samenwerkingsstructuur (Euregio) die bestaat uit landen en hun bestuurlijke onderverdelingen die gelegen die vroeger deel uitmaakten van het graafschap Tirol dat na de Eerste Wereldoorlog werd opgesplitst. Ondanks de opsplitsing heeft de regio veel van haar culturele integriteit door haar traditioneel sterke gehechtheid aan het land en een diepe wens voor zelfbestuur aan beide zijden van de grens. De reeds lang bestaande culturele, sociale en economische banden, net als de erkenning van gelijklopende belangen op basis van haar traditionele rol als doorvoerland en zijn grotendeels identiek milieuomstandigheden in het hart van de Alpen, heeft geleid tot de oprichting van de Euregio door de drie provincies in 1996. 
De Euregio bestaat uit:
- Italië (regio Trentino-Zuid-Tirol)
  - Zuid-Tirol (provincie)
  - Trente (provincie)
- Oostenrijk
  - Tirol (deelstaat)

Grensoverschrijdende samenwerking tussen de drie buren omvat vandaag de dag diverse terreinen, waaronder toerisme, verkeer, infrastructuur, sociale diensten en milieuvraagstukken in het gevoelige centrale Alpengebied. In 2001 riep de gezamenlijke Alpendeklaration, een handvest voor duurzame ontwikkeling, op tot een verzoening van economische druk met de wens van de lokale bevolking om het leefmilieu te behouden. Een gemeenschappelijke verbindingsbureau werd in Brussel opgericht om de betrekkingen met de Europese Unie te bevorderen. 
Na een historische ontmoeting tussen de parlementen van Noord-Tirol en Zuid-Tirol in 1971, de eerste in zevenenvijftig jaar, werden deze gezamenlijke bijeenkomsten twintig jaar later uitgebreid met Trentino. In de jaren 1990 kreeg de Oostenrijkse deelstaat Vorarlberg, die nauwe betrekkingen had met de regio in het verleden) de status van waarnemer in de Dreier Landtag, het parlement van de drie provincies. Bijeenkomsten van het parlement werden op verschillende plaatsen van historisch belang gehouden, zoals Innsbruck en de voormalige hoofdstad van Tirol, Meran. 
Taalkundig gezien is de bevolking in het Oostenrijkse Tirol Duits-sprekend, terwijl de overgrote meerderheid van de inwoners van Trente Italiaans spreekt. In Zuid-Tirol heeft ongeveer twee derde deel van de bevolking Duits als moedertaal en een kwart spreekt Italiaans. In totaal is 62% van de Euregio Duitstalig en 37% Italiaanstalig. Ongeveer 1% van de totale bevolking van de Euregio heeft Ladinisch als moedertaal, deze groep is voornamelijk autochtoon in Zuid-Tirol, maar ook in Trente en Belluno.

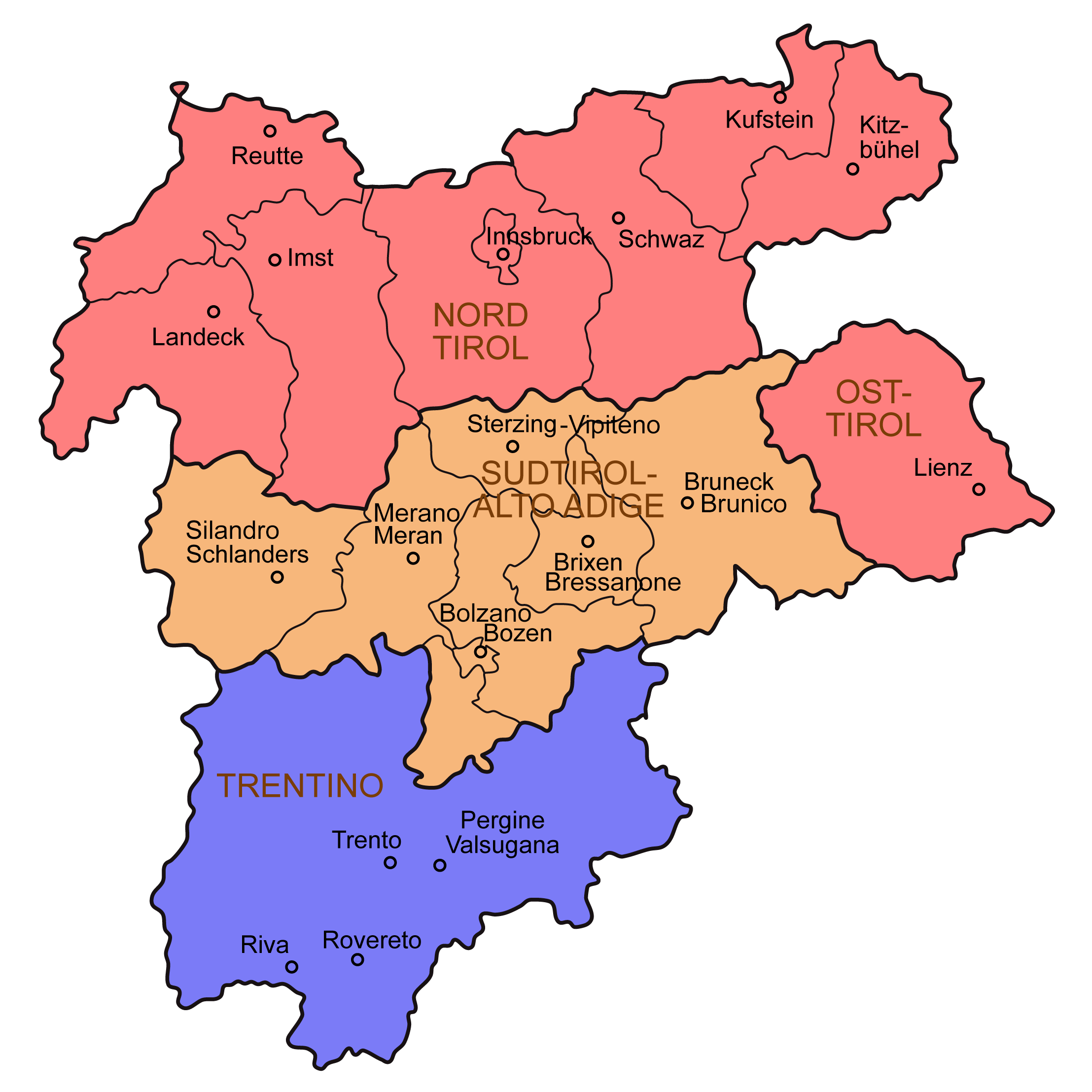
Kaart met de drie gebieden en de belangrijkste steden.
Tirol, Oostenrijk
Zuid-Tirol, Italië
Trente, Italië

De Euregio in aantallen per 31 december 2006:
| Naam       | Oppervlakte in km² | Bevolking | Bevolkingsdichtheid per km² |
| ---------- | ------------------ | --------- | --------------------------- |
| Tirol      | 12.648             | 700.427   | 55                          |
| Zuid-Tirol | 7.400              | 487.673   | 66                          |
| Trente     | 6.207              | 507.030   | 81,7                        |
| Totaal     | 26.255             | 1.695.130 | 67,6                        |